# Kyparissia
Kyparissia of Kyparissia Messinias (Grieks: Κυπαρισσία of Κυπαρισσία Μεσσηνίας) is een deelgemeente (dimotiki enotita) van de fusiegemeente (dimos) Trifylia, in de Griekse bestuurlijke regio (periferia) aan de zuidwestkust van de Peloponnesos en de naam van de hoofdstad van deze gemeente. De stad Kyparissia is ondanks zijn bescheiden afmetingen een regionaal handels- en verkeerscentrum.

## Geschiedenis
Het antieke Kyparissia was volgens Homerus een onderdeel van het rijk van koning Nestor van Pylos. De oudste sporen van bewoning gaan alleszins terug tot de midden-Helladische tijd. Tijdens de Spartaanse overheersing van Messenië was het een nederzetting van perioiken, die later door Epaminondas werd uitgebouwd tot de voornaamste haven van Messenië. Die status bleef de stad behouden tot in de Romeinse tijd.
In de Byzantijnse tijd veranderde de naam in Arkadia, waarschijnlijk omdat een groot aantal vluchtelingen uit het Arcadische binnenland hier, aan de kust, een toevlucht zocht voor de invallende Slavische stammen. Keizer Justinianus bouwde voor hen een vluchtburcht, waarvan de torens nog steeds overeind staan. De naam Arkadia bleef overigens behouden tot in de Turkse tijd.
In 1205 kwamen de Byzantijnse inwoners onder het gezag van de kruisvaarder Guillaume de Champlitte, de eerste prins van het Frankische vorstendom Achaje. Deze schonk de stad Arkadia in leen aan Geoffroi I de Villehardouin, op voorwaarde dat hij de privileges van de stad zou respecteren. Vervolgens droeg Geoffrey de stad op zijn beurt over aan zijn neef Villain d’Aunoy.
Na het uitsterven van het geslacht de Villehardouin kwam het stadje in 1391 tijdelijk in handen van de Genuese familie Zaccaria, maar in 1460 verkozen de inwoners de Turkse heerschappij boven die van westerse katholieken. In 1648 werd de stad tijdelijk heroverd door Francesco Morosini. Ondanks het verval van de haven bleef Arkadia tot het einde van de Turkse overheersing een belangrijk regionaal handelscentrum. In 1826 werd de stad verwoest door de troepen van Ibrahim Pasja.

## Stadsbeeld
Het huidige stadsbeeld, met zijn smalle straatjes, wordt gedomineerd door de burchtruïne, met een dubbele ommuring en een Byzantijnse toren. Deze burcht werd destijds gedeeltelijk opgebouwd met antieke resten.
Tussen de stad en de zee zijn nog resten te zien van een oude Apollo-tempel, van de antieke stadsmuren en enkele Romeinse huizen. Een bron, genoemd Hagia Lougoudis, zou volgens de Griekse mythologie haar ontstaan te danken hebben aan de god Dionysus.
Ook de Myceense sites van Amphigéneia en Peristeria in de buurt bewijzen dat Kyparissia in de Myceense tijd een belangrijke nederzetting was.